# Isak Lucena
Isak Lucena dos Santos  (Natal, 26 de janeiro de 1966) é um professor, cantor e maestro brasileiro.
Destacado como o maestro que mais criou coros no Rio Grande do Norte e o que mais rege coros em Natal, Isak é professor emérito da Universidade Potiguar (UnP), e responsável pelos corais da entidade, tendo se apresentado no maior festival de música da América Latina, o Cantat.
Entre outros, trabalhou nos corais Som das Águas (CAERN) Clarear (COSERN), Vozes do Potengi (INSS) e Luz do Sol (UnP), tendo participado de festivais nacionais e internacionais.
Em 2008, recebeu a Medalha Amigo da Marinha.
Em 2019 compôs a música No Natal para fazer do repertório de Natal para o Grande Coral de Natal (GCN) na Catedral Católica de Natal, tal música teve arranjos de Helder Oliveira (2019).
No ano de 2020 e 2021 por causa da pandemia manteve as atividades dos corais que tem direção por meio de plataforma on-line produzindo conteúdo para o seu canal no Youtube ou da Universidade Potiguar (UnP) do qual tem vínculo.